# Konqueror
«Konqueror» — файловий менеджер, браузер та універсальний переглядач документів для графічного середовища K Desktop Environment (KDE), що працює на більшості UNIX-подібних операційних систем. Як і увесь пакет «kdebase», частиною якого він є, Konqueror розповсюджується під ліцензією GNU General Public License (GPL).
Для виведення HTML за замовчуванням використовується рушій KHTML, опціонально може бути вибраний Webkit. Технологія KParts дозволяє вбудовувати в Konqueror функціональність інших програм, що використовуються для перегляду файлів різних типів, таких як звукові, відео, файли відмінностей, документи KOffice, зображення.
Ім'я Konqueror — гра на іменах інших браузерів: спочатку Navigator (мореплавець, штурман), потім Explorer (мандрівник, дослідник), а потім — Konqueror (від англ. Conqueror — завойовник, переможець). Буква C змінюється на K за традицією для програм KDE, ім'я більшості з яких або починається на K, або просто містить цю букву.
До виходу KDE 4 Konqueror також використовувався в KDE як менеджер файлів. Тим не менш, багато користувачів критикували Konqueror за те, що він занадто складний для простих операцій з файлами. В результаті чого розробники розділили функціональність Konqueror на два окремих додатки. Dolphin став файловим менеджером, а Konqueror став розвиватися головним чином як веббраузер. Konqueror як і раніше може виступати альтернативним файловим менеджером для KDE. Завдяки підтримці технології KIO він надає гнучкі можливості роботи як з локальними файлами, так і з файлами, розташованими на віддалених серверах по протоколах FTP, SSH (fish://), WebDAV (webdav://).

## Зноски
1. ↑  The konqueror Open Source Project on Open Hub: Languages Page — 2006.